# علامة دالريمبل
علامة دالريمبل (بالإنجليزية: Dalrymple's sign)‏ هو توسّع أو تشنج في جفن العين، يؤدي إلى اتساع غير طبيعي في الشق الجفني. وتظهر علامة دالريمبل في حالات تسمم الدرقية كما تظهر أيضاً في داء غريفز والدراق الجحوظي. كنتيجة لسحب الجفن العلوي، يظهر اللون الأبيض من الصلبة في الهامش العلوي للقرنية عند التحديق المباشر.

## التسمية

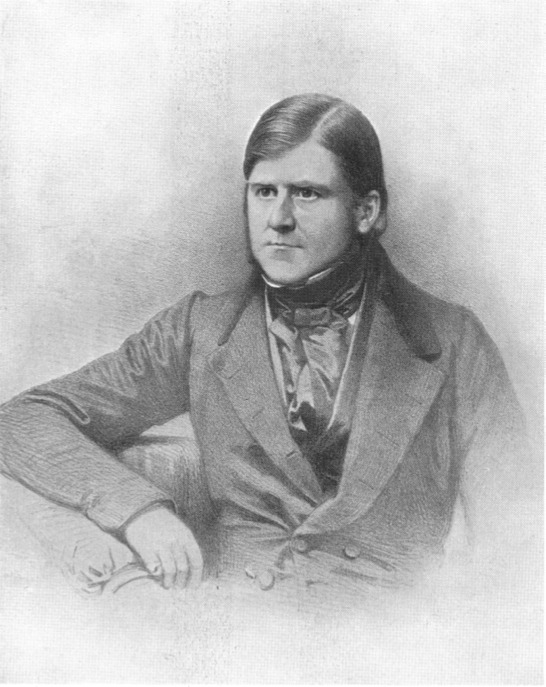
أخصائي العيون البريطاني جون دالريمبرل (1803–1852م).

تمت تسميتها نسبةً إلى أخصائي العيون البريطاني جون دالريمبرل(1803–1852م).

## روابط خارجية
- Dalrymple's sign